# Relations entre la Chine et le Saint-Siège

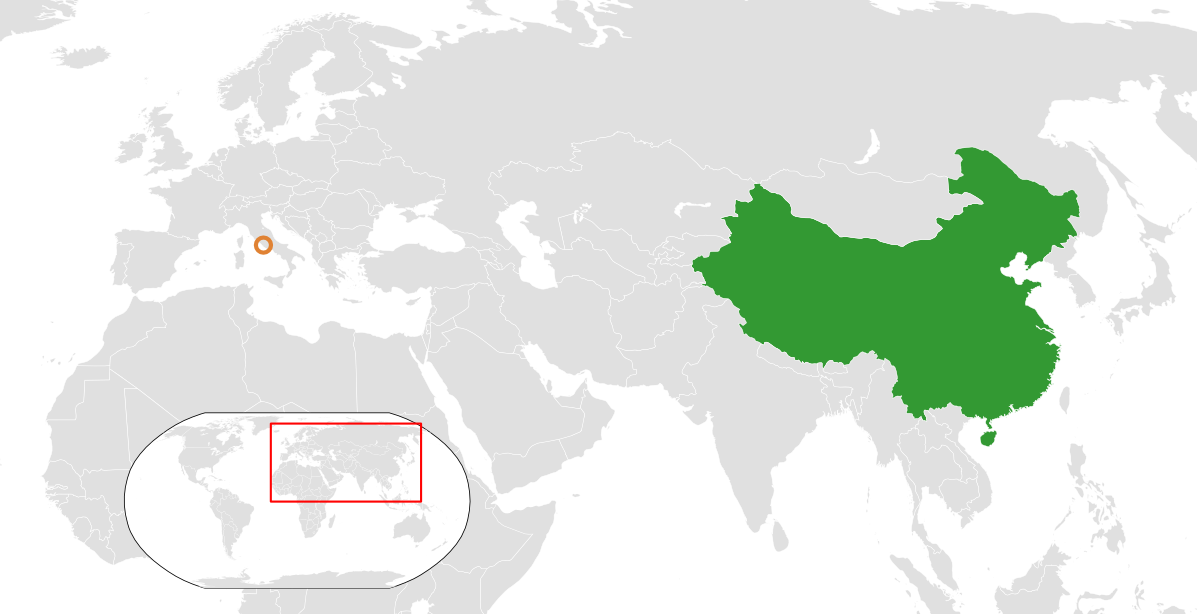
Carte du monde représentant les localisations respectives de la République Populaire de Chine et de la Cité du Vatican.

Les relations entre la Chine et le Saint-Siège ne sont plus officiellement diplomatiques depuis l'expulsion du nonce apostolique (en) en 1951. Cependant, en septembre 2018, la république populaire de Chine et le Saint-Siège signent un accord provisoire autorisant notamment le pape à nommer des évêques approuvés, au préalable, par le Parti communiste chinois.

## Historique
En 1294, le franciscain Jean de Montecorvino, envoyé par le pape Nicolas IV, s’installe en Chine à l’époque de la domination mongole avec la dynastie Yuan. Le pape Clément V le nomme, en 1307, premier archevêque catholique de Pékin. Mais cette présence catholique finit par disparaître.
Puis les missions jésuites s’implantent progressivement en Chine. Celles-ci sont souvent assimilées à la domination coloniale des puissances occidentales. Ainsi lors de la révolte des Boxers, 30 000 catholiques chinois sont tués.
Le 26 juin 1951, le nonce apostolique en Chine Antonio Riberi est arrêté et mis à l'isolement dans son logement situé à Nanjing, avant que l'annonce de son « expulsion permanente » ne soit faite au début du mois de septembre de la même année. Cela entraine de facto la rupture des relations diplomatiques, et débouche sur la création d'une « Église patriotique » à la solde du parti communiste.
En 1954, la nonciature apostolique (en) s'installe à Taïpei (Taïwan). Le Vatican reconnait alors officiellement Taïwan au détriment de Pékin. L'Église chinoise reconnue par le Vatican est donc officiellement celle de Taïwan.
Pendant la gouvernance de Mao Zedong, le million de chrétiens recensés à la fin des années 1940 ne peuvent plus pratiquer leur foi. Les lieux de culte sont détruits par les communistes. Dès 1966, au début de la révolution culturelle, les religions dont la religion chrétienne sont systématiquement mises en cause et interdites en Chine. Les pratiques religieuses seront de nouveau permises à partir de 1978.  Cinq religions officielles (bouddhisme, taoïsme, islam, catholicisme, protestantisme) sont alors gérées par le Bureau des affaires religieuses .
En octobre 2000, le pape Jean-Paul II canonise 120 Martyrs de Chine. Les autorités communistes critiquent cette décision considérant ces martyrs comme anti-patriotes.
En 2009, cherchant à normaliser ses relations avec la Chine continentale, le Saint-Siège n'est plus représenté à Taïwan que par un unique chargé d'affaires.
Le 22 septembre 2018, un « accord provisoire » portant sur « la nomination des évêques » est signé entre le Saint-Siège et la république populaire de Chine par Antoine Camilleri et Wang Chaole,. Bien que le contenu précis ne soit pas divulgué, cet accord devrait permettre aux deux États de disposer d'un droit de veto sur la nomination des prochains évêques de l’Église officielle. Le cardinal chinois Joseph Zen considère que cet accord va conduire à « l’anéantissement de la vraie Église ». Interviewé par l'historien Yves Chiron (Valeurs actuelles, 1er novembre 2018) il estime que l'accord est une « trahison » et affirme : « Par amour pour mon peuple, je ne me tairai pas. » Le pape François prend la défense du cardinal Pietro Parolin, qui a négocié l’accord, en expliquant qu'il avait son soutien dans l'affaire.
En novembre 2020, dans son livre Un temps pour changer, le pape François évoque, pour la première fois, la persécution des Ouïghours : « Je pense souvent aux peuples persécutés : les Rohingyas, les pauvres Ouïghours, les Yazidis (ce que Daech leur a fait est proprement cruel) ou les chrétiens d'Égypte et du Pakistan tués par des bombes qui ont explosé pendant qu'ils priaient à l'église ».
Le 24 novembre 2022, la Chine nomme unilatéralement Giovanni Peng Weizhao évêque de Yujiang, ce que le Saint-Siège affirme constituer une violation de l'accord de 2018 renouvelé quelques semaines auparavant, et qui témoigne de relations tendues entre les deux États.
En avril 2023, la Chine nomme Shen Bin comme évêque de Shanghai sans l'accord du Vatican. Le pape François entérine ce choix en juillet tout en déplorant une décision unilatérale.
En juin 2025, le pape nouvellement élu Léon XIV nomme un évêque auxiliaire pour l'archidiocèse de Fuzhou avec l'approbation des autorités chinoises, marquant ainsi sa volonté de poursuivre l'accord secret de 2018. Pékin réagit en se disant « prêt à travailler » avec le Vatican.

## À voir